# Scontro di Spinga
Lo scontro di Spinga noto anche come battaglia di Spinga (Schlacht von Spinges in lingua tedesca) si svolse il 2 aprile del 1797 nei pressi di Bressanone, al tempo della prima campagna d'Italia di Napoleone Bonaparte.
Fu uno degli scontri in cui si suddivise l'attacco contro Bressanone condotto dalla forze del Sacro Romano Impero, città dove si erano asserragliate le truppe napoleoniche. Allo scontro presero parte i Tiroler Schützen della valle dell'Inn ed alcuni abitanti del paese di Spinga.
Scontro minore e privo di conseguenze di rilievo, fu rielaborato dal nazionalismo romantico ottocentesco, che lo ha presentato come una grande vittoria di risonanza europea, che avrebbe messo in fuga gli "invasori" francesi attraverso la val Pusteria, portando così alla "liberazione" del Tirolo.
La narrazione dello scontro include la leggenda della ragazza di Spinga, tradizionalmente identificata con Catarina Lanz, una donna che avrebbe affrontato i soldati francesi armata di forcone.
Nella realtà nello stesso giorno avvenne la battaglia di Bressanone, durante la quale le truppe imperiali comandate da Johann Ludwig Alexius von Loudon, vennero sconfitte dai francesi, comandati dal generale Barthélemy Catherine Joubert. Al termine della battaglia i francesi proseguirono verso la Carinzia per ricongiungersi col grosso dell'esercito di Napoleone, in accordo ai loro piani di guerra.

## Storia
Nel marzo del 1797 nella fase conclusiva della Campagna d'Italia, Napoleone Bonaparte decise di portare la guerra direttamente in Austria per costringere il Sacro Romano Impero alla resa.
Con 60 000 uomini a disposizione Bonaparte pianificò un attacco attraverso il Friuli con due terzi delle truppe, il rimanente terzo fu affidato al generale Joubert, che ebbe l'ordine di attraversare la Contea del Tirolo, per poi ricongiungersi col resto delle forze nei dintorni di Villach. In questo modo Napoleone voleva mettere al sicuro l'Italia da eventuali attacchi provenienti da Nord.
L'offensiva napoleonica cominciò in marzo. L'armata principale francese costrinse ben presto la forze dell'arciduca Carlo ad una precipitosa ritirata.
L'armata di Joubert con 18 000 uomini si trovò a fronteggiare quella del feldmaresciallo tenente Wilhelm Lothar Maria von Kerpen forte di 12 000 uomini, suddivisi in cinque battaglioni, due reggimenti di fanteria regolari più elementi di un terzo, tre squadroni di dragoni e 5 000 Schutzen.
Alla fine di marzo Joubert aveva deciso di trincerarsi a Bressanone.
Dopo aver ricevuto 12 000 uomini di rinforzo, grazie all'arrivo della brigata del generale Loudon, von Kerpen di nuovo Bressanone il 2 aprile.
Con forze numericamente superiori (nonostante lo scetticismo di generale Kerpen) attaccando le forze nemiche a Bressanone e Bolzano in cinque punti contemporaneamente contava riuscire a sconfiggere i francesi.
Il piano, messo in atto il 2 aprile, fallì ampiamente, in quattro punti su cinque tirolesi e gli austriaci furono respinti o non attaccarono affatto.
L'eccezione fu costituita dal capitano Philipp von Wörndle che al comando delle compagnie del Tirolo Settentrionale (Sonnenburg, Rettenberg, Axams e Stubaital), che respinsero i francesi a Spinga, scontro che comunque si concluse con il ritiro dei tirolesi.

### L'arrivo degli bersaglieri tirolesi della valle dell'Inn
Di fronte alla minaccia francese la landstrum del Tirolo era stata mobilitata. Il capitano Philipp von Wörndle aveva deciso di chiedere aiuto anche alla difesa territoriale (Landsturm) della valle dell'Inn. Le truppe marciarono prima verso Vipiteno per poi continuare attraverso la val Pusteria, dove trovarono difficili condizioni meteorologiche con presenza di nebbia e nevicate.
L'obiettivo degli Schützen era quello di fermare il comandante delle truppe francesi, il generale Joubert, prima che questo attraversasse la val Pusteria e giungesse nel cuore dell'Austria.
Allo stesso tempo, ulteriori truppe austriache arrivarono attraverso la valle dell'Adige per prendere alle spalle il generale Joubert.

### Consistenza delle forze imperiali
Ulteriori uomini della Landsturm provenienti dalla val Venosta, dal Burgraviato e dalla valle dell'Adige si riunirono sulle alture intorno Bolzano e illuminarono con i loro fuochi di guardia la notte. Gli Schützen di Haller, insieme a quelli di Thaurern, attraversarono il passo di Pennes. Gli Schützen si unirono a quelle della val Sarentino. Questi si mossero insieme contro il villaggio di Scaleres e Bahn mentre gli Schützen pusteresi marciarono verso la chiusa di Rio Pusteria.
Le truppe del Feldmarschall-Leutnant Kerpen avanzarono da Vipiteno. Questa era la situazione militare alla vigilia della battaglia di Bressanone.

## Lo scontro
La mattina del 2 aprile 1797 gli Schützen di Wörndle marciarono verso Spinga. All'inizio dello scontro i soldati francesi furono spinti giù dal bosco. Ma gli Schützen tirolesi non riuscirono a resistere al fuoco nemico per molto tempo, in quanto mancavano le munizioni necessarie. I francesi, colsero l'occasione per lanciare una carica alla baionetta. Il Schützenmajor riconobbe il grande pericolo e ordinò ai suoi sottoposti di fare fuoco, strappando un fucile alla volta per raggiungere il nemico. I contadini tirolesi seguirono anche loro l'esempio. Le grida dei francesi "feriti, feriti" erano ampiamente percepibili. In una lotta di tre ore uomo contro uomo, gli Schützen a difesa della propria terra riuscirono a respingere il nemico nei campi attorno Spinga.
Verso mezzogiorno, quasi 2 000 soldati francesi arrivarono a Rio di Pusteria. In un primo momento, lo Schützenhauptmann Wörndle, assunse il comando del Landsturm Pusteria, che era venuto in suo aiuto.
Anche altri Landsturmmänner combatterono in questo giorno con pieno impegno. Molti caduti avevano dato prova prima della loro morte per uccidere il maggior numero di attaccanti francesi. Tra loro vi era Georg Fagschlinger da Aram, il quale rimase sul campo di battaglia accanto a sette francesi uccisi; il suo petto era stato colpito da undici colpi di baionetta. Il Kompaniehauptmann Anton Reinsch morì dopo che aveva già ucciso 15 soldati nemici. Ma anche Veit Erler di Vögelsberg, i fratelli Joseph e Johann Burggasser di Innsbruck, Hans Kapferer di Lisens o anche Stubayer Johann Volderauer rimasero sul campo di battaglia dopo che i loro corpi furono trafitti dalle baionette francesi. Una truppa di contadini fu in grado di difendersi per ben tre volte da un attacco francese nella chiesa del villaggio.
Dopo aver respinto con successo il nemico a Spinga, gli Schützen tirolesi notarono circa 1 000 soldati francesi che avanzavano lungo i crinali di Aica per tagliare la loro ritirata. Riconoscendo questo pericolo, gli Schützen decisero di attaccare il nemico e di respingerli verso la pianura. Quando i francesi decisero di volersi barricare, anche gli Schützen si portarono nel fosso per combattere il nemico in un duello.
Il 4 aprile, nonostante i successi ottenuti dai francesi, Delmas preferì ritirarsi verso Bolzano per sfuggire alla continua pressione a cui erano sottoposte le sue truppe. Il giorno successivo Joubert si mise in marca verso Villach, marciando attraverso la val Pusteria, per raggiungere quindi il grosso delle truppe francesi, come previsto dagli ordini ricevuti. Dopo svariate schermaglie con i tirolesi, la sua colonna si riunì infine alle truppe comandate da Napoleone l'8 maggio.

## La leggenda di Katharina Lanz

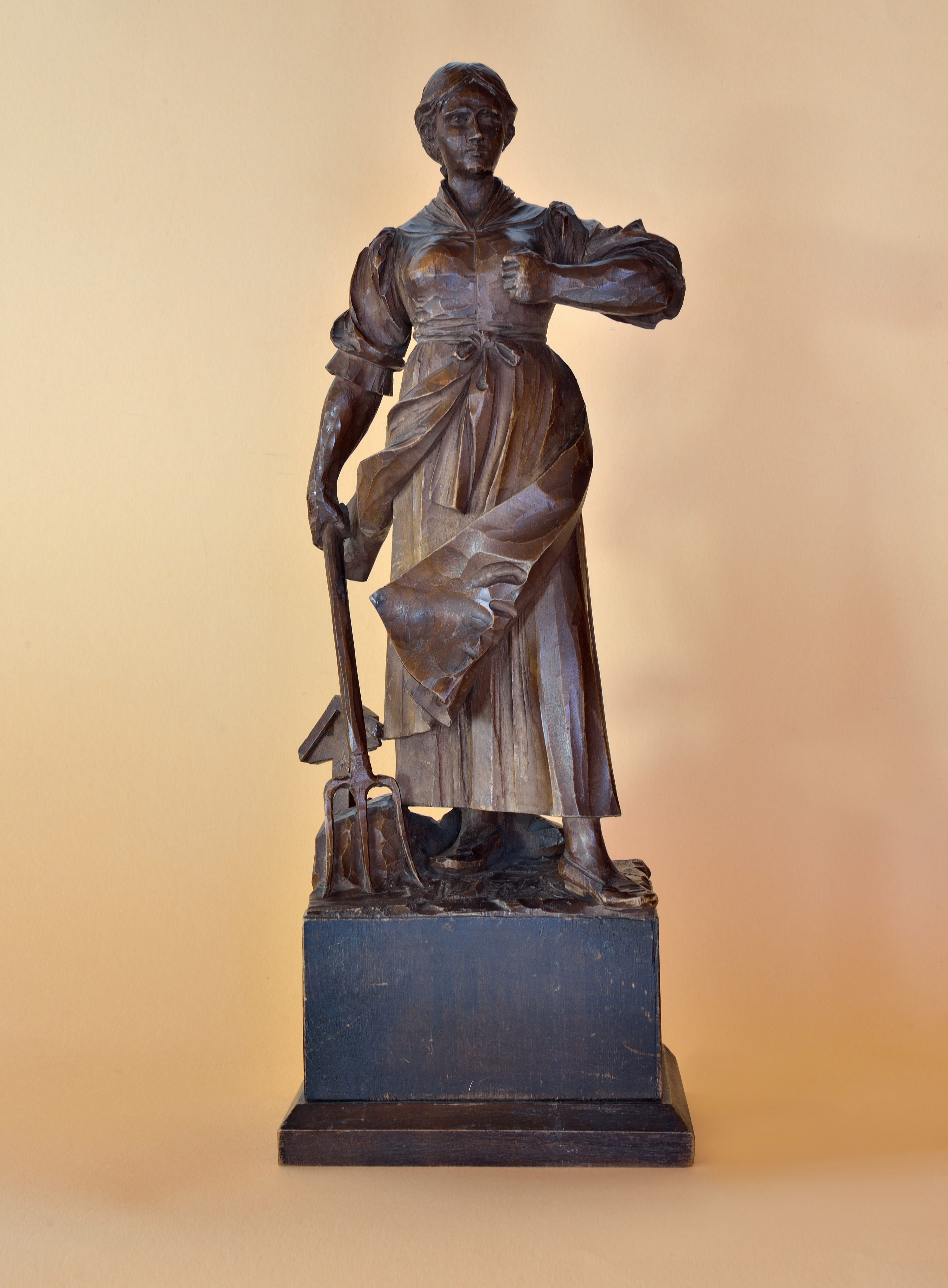
Katharina Lanz

Famosa è la presunta partecipazione di una giovane: Katharina Lanz (così come un altro patriota tirolese, Michael Pfurtscheller).
Il borgomastro del paese riferì che, durante la battaglia, su di un muretto del cimitero della chiesa di San Ruperto, ella fu vista intenta ad allontanare a forcate i nemici che si lanciavano all'attacco. Nel 1870, si identificò la ragazza in una donna, morta 25 anni prima: Katharina Lanz. Questa divenne così un simbolo di liberazione dall'oppressione napoleonica per i tirolesi. Venne soprannominata la "fanciulla di Spinga" (Das Mädchen von Spinges), ed è spesso raffigurata con una forca da fieno.